# دوري هونغ كونغ لكرة القدم 1959–60
دوري هونغ كونغ لكرة القدم 1959–60 هو الموسم 15 من دوري هونغ كونغ لكرة القدم ‏. كان عدد الأندية المشاركة فيه 12، وفاز فيه نادي جنوب الصين.